# Kamegg
Kamegg ist ein Ort und eine Katastralgemeinde der Marktgemeinde Gars am Kamp im Bezirk Horn in Niederösterreich.

## Geografie
Der Ort liegt im Kamptal zwischen Gars am Kamp und Rosenburg. Die Seehöhe in der Ortsmitte beträgt 256 Meter. Die Fläche der Katastralgemeinde umfasst 2,42 km². Die Einwohnerzahl beläuft sich auf 237 Einwohner (Stand: 1. Jänner 2025).

## Postleitzahl
In der Marktgemeinde Gars am Kamp finden mehrere Postleitzahlen Verwendung. Kamegg hat die Postleitzahl 3571.

## Bevölkerungsentwicklung
| Jahr      | 1830 | 1890 | 1923 | 1951 | 1961 | 1971 | 1991 | 2001 |
| --------- | ---- | ---- | ---- | ---- | ---- | ---- | ---- | ---- |
| Einwohner | 78   | 148  | 230  | 332  | 258  | 230  | 156  | 219  |

## Geschichte

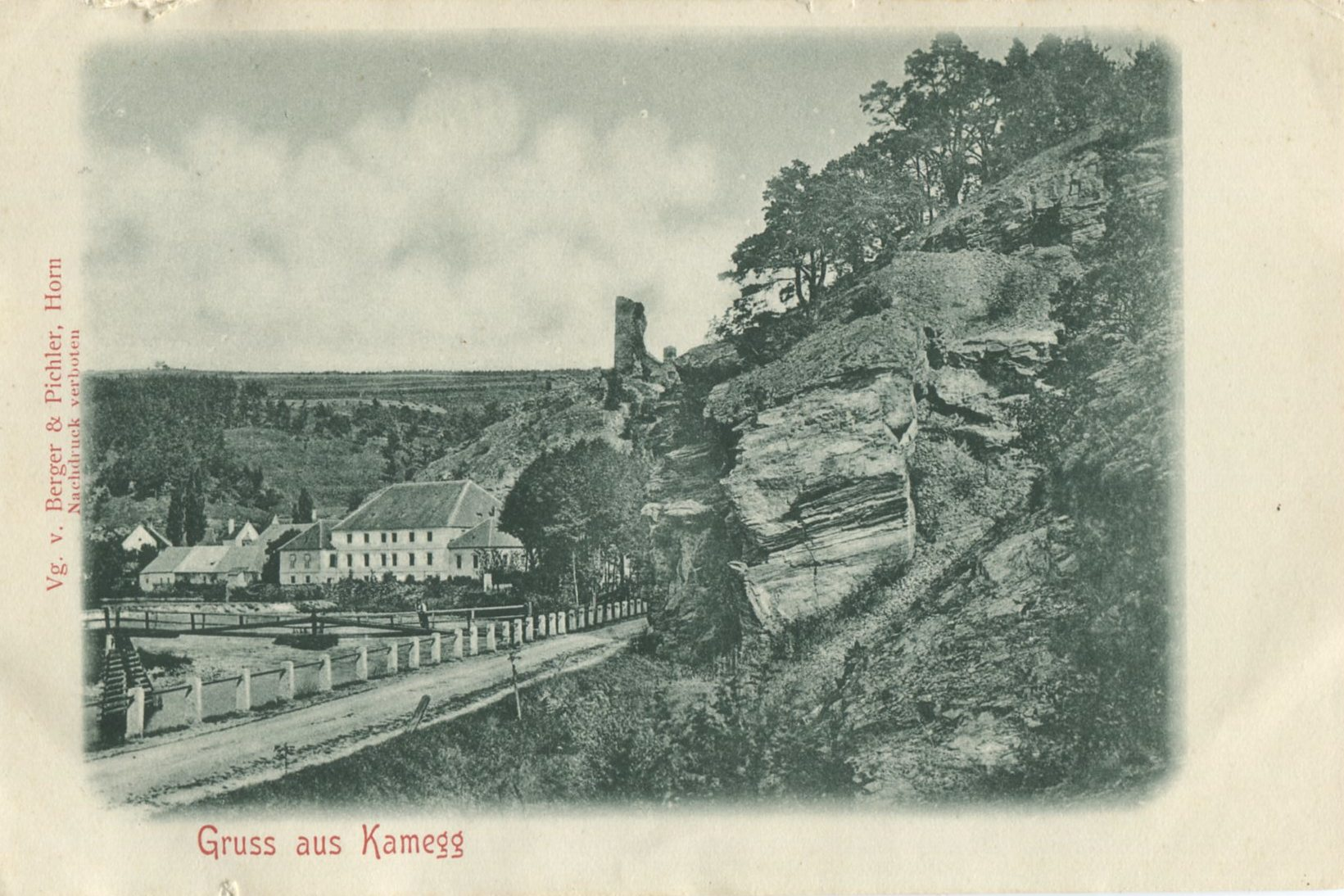
Kamegg mit Burgruine Kamegg, Ansichtskarte um 1900

Der Ort war bereits zur Altsteinzeit besiedelt. Es lassen sich auch Besiedlungsspuren anderer urgeschichtlicher Epochen nachweisen. Die archäologischen Fundstellen in Kamegg sind wissenschaftlich umfassend dokumentiert.
Kamegg wurde im Jahre 1150 erstmals urkundlich erwähnt. Zwischen 1150 und 1312 befand sich die Burg im Besitz des Ministerialengeschlechts der Herren von Kaja, die sich auch Kamegger nannten. 1312 gelang die Burg in den Besitz der Herren von Puchheim, 1534 in den Besitz des Adelsgeschlechts der Maissauer, die nach 1621 die Burg verließen. In der folgenden Zeit verfiel die Burg und wurde zur Ruine.
Mit der Inbetriebnahme der Kamptalbahn entwickelte sich Kamegg zu einer kleinen Sommerfrische. Nach 1945 konnte Kamegg nicht mehr an die Tradition der Sommerfrische anschließen. Veränderte Reisegewohnheiten, aber auch der Bau der Kamptal-Stauseen, der zu einem starken Temperaturrückgang des von zahlreichen Badeanstalten gesäumten Kamps führte, entzogen dem Tourismus im Kamptal seine wichtigsten Grundlagen. 1938 wurde die bis dahin selbstständige Gemeinde der Gemeinde Gars angeschlossen, 1945 wurde sie wieder selbstständig. 1971 wurde sie im Zuge der Gemeindezusammenlegungen zu einem Ortsteil der Marktgemeinde Gars am Kamp.

## Sehenswürdigkeiten

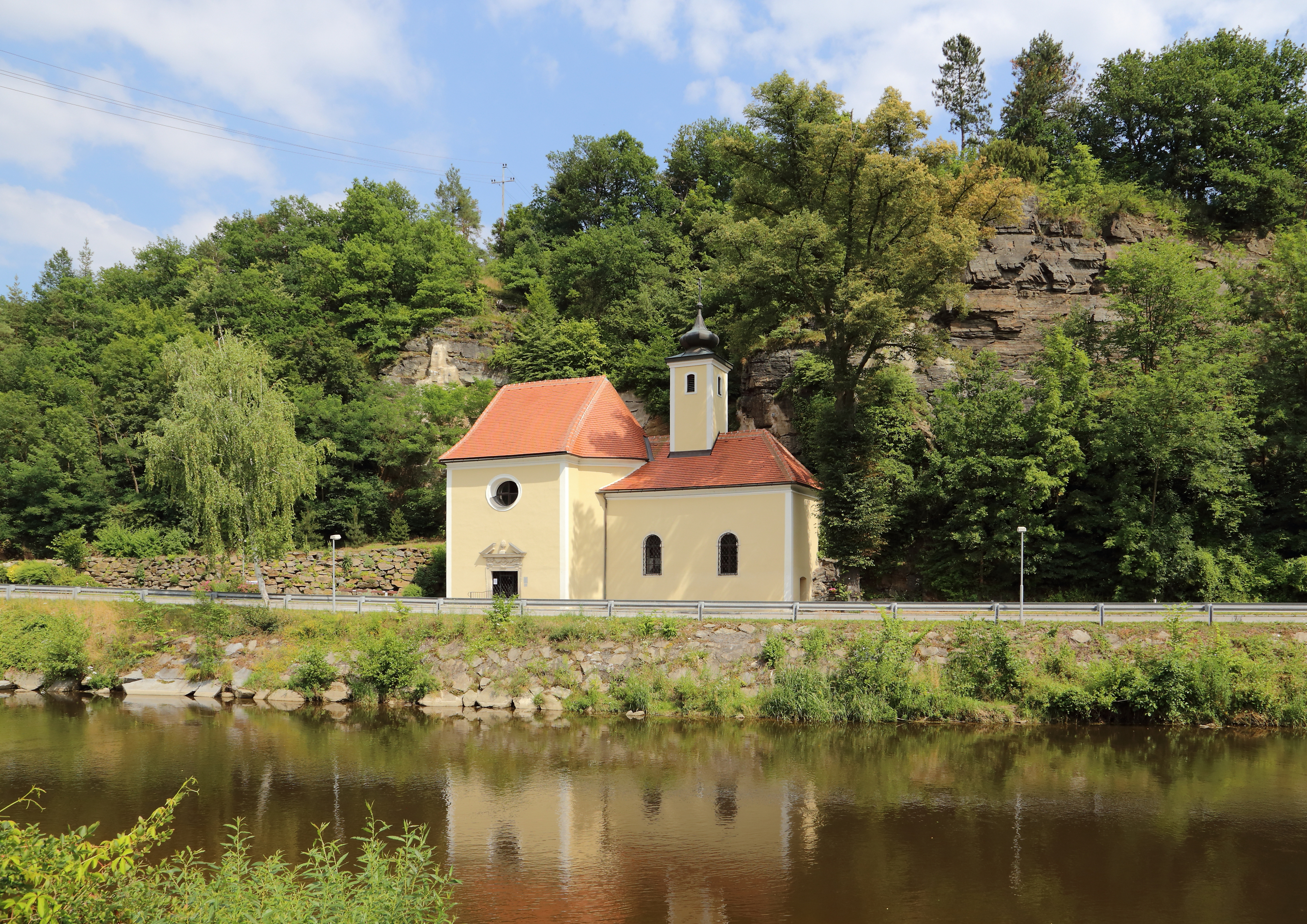
Bründelkapelle am linken Ufer des Kamp

Ruine Kamegg
Die Ruine ist über einen beschilderten Fußweg vom Ortszentrum aus in ca. 10 Minuten erreichbar. Erhalten haben sich die imposanten Reste des Bergfrieds.
Wallfahrtskapelle Maria Bründl (Bründl-Kapelle)
Die an einer Felswand an der Kamptalstraße liegende Kapelle wurde 1650 errichtet und 1700 erweitert.

## Wirtschaft und Infrastruktur

### Brandschutz
- Freiwillige Feuerwehr Kamegg

### Verkehr
Kamegg liegt an der Kamptalstraße. Das Linienbusunternehmen PostBus fährt die Haltestelle Kamegg-Ortsmitte an der Linie 1310 (Horn – St. Leonhard am Hornerwald) an. Der Ort liegt an der Kamptalbahn. Die ÖBB betreiben die Bedarfshaltestelle Kamegg. Zwei Radwanderwege, die Kamp-Thaya-March-Radroute und der Kamptalweg, führen durch Kamegg.
Seit 1995 fährt der Garser Bus, eine Initiative des Wirtschaftsvereins „Gars Innovativ“, jeweils dienstags und freitags Kamegg, alle anderen Ortsteile und weitere Orte der Umgebung an, um Personen, die keinen PKW besitzen und keinen Anschluss an den ÖPNV haben, Einkäufe und Erledigungen in Gars am Kamp zu ermöglichen.

## Bedeutende in Kamegg geborene oder hier wirkende Menschen
- Friedrich Bachmayer (1913–1989), Paläontologe, Direktor der Geologisch-Paläontologischen Abteilung des Naturhistorischen Museum in Wien, wurde in Kamegg geboren.
- Karl Docekal (1919–1979), Heimatforscher, wurde in Kamegg geboren.
- Herma Kirchschläger (1916–2009), österreichische First Lady, wuchs in Kamegg auf.
- Rudolf Kirchschläger (1915–2000), österreichischer Diplomat, Politiker und Bundespräsident, lebte 1945–1947 in Kamegg.[8]
- Walter Kirchschläger (* 1947), österreichischer Theologe und Philosoph, wurde in Kamegg geboren.
- Gisela Laferl, verheiratete Wozniczak (1884–1968), Politikerin, Hotelfachfrau, Gründungsobfrau des 1911 gegründeten „Verbandes der Hausgehilfinnen, Erzieherinnen, Heim- und Hausarbeiterinnen Österreichs“, kurz „Einigkeit“.
- Trude Marzik (1923–2016), österreichische Erzählerin und Lyrikerin, Sommerfrischegast in Kamegg, dem sie mit dem autobiographischen Werk Geliebte Sommerfrische ein literarisches Denkmal setzte.[9]
- Josef Wiesinger (* 1961), österreichischer Politiker der Sozialdemokratischen Partei Österreichs (SPÖ) und stellvertretender Landesparteivorsitzender.
- Isidor Wozniczak (1892–1945), Hotelier und sozialdemokratischer Widerstandskämpfer, der von den Nationalsozialisten ermordet wurde.